# Бемба (мова)
Бе́мба (бемба: chibemba [tʃiβɛmba], також Cibemba, Ichibemba, Icibemba, Chiwemba) — мова групи Банту, розповсюджена в Південній Африці, головно в північно-східній Замбії, де бемба слугує за лінгва франка для 18 споріднених груп. Також розповсюджена в Демократичній республіці Конго, Танзанії та Ботсвані. Кількість носіїв мови за оцінкою Ethnologue 4 110 000 осіб.  Бемба — одна офіційних мов Замбії, до яких належать англійська та, крім бемба, інші визнані регіональні мови: ньянджа, лунда, тонга, нкоя, лозі, лувале, каонде.
Бемба включає різноманітні близькоспоріднені діалекти, такі як ауші, біса, чишинга, кінда, лала, ламба, луунда та табва. Кожен діалект демонструє незначні відмінності у вимові та фонології та дуже незначні відмінності у морфології та лексиці. Бемба використовує латиницю.
Як і більшість мов банту, бемба є тональною мовою з двома основними тонами — високим і низьким. Тон фонематичний і вказує на семантичні відмінності між словами. Сучасна мова бемба має низку запозичених слів із багатьох мов, зокрема португальської, арабської, суахілі, англійської, африкаанс та зулу, що відображає дуже динамічну мовну ситуацію за останні кілька століть, пов'язану з політичною та економічною історією регіону.
Колоніальна залежність Замбії затримала формування літератури мовою бемба. Тривалий час вона існувала лише у фольклорних формах. Значною подією в літературному житті Замбії стала публікація у 1962 році книги "Історичні тексти центральних банту" Дж. Чівале, в якій мовами народів бемба і луба представлено пісні й хвалебні гімни, та збірки поем народу бемба "Аламанго", які зібрав Дж. Мусапу. Проголошення незалежності Замбії 1964 року активізувало творчий процес.
Впродовж другої половини ХХ століття сформувалася т. зв. міська мова бемба, яка зараз швидко поширюється усією Замбією.  Саме міська бемба слугує як лінгва франка у містах, має вищий соціальний статус, ніж інші мови (крім англійської), і використовується в освітній та адміністративній сферах. Міською бемба створюється багата література. Серед відомих авторів – Стівен Мпаші (Stephen A. Mpashi).